# スポッティング (アニメ)
スポッティング（Spotting）とは、アニメーション製作において映像と音楽とを同期させる手法の一つ。

## 概要
スポッティングの特徴として、まず先に音楽が完成している事が挙げられる。完成した音楽からポイントとなる箇所をスポッティングシートに記録し、このスポッティングシートを指示書としてタイミングを合わせた演出、作画を行う。
テレビ放送されるアニメーション番組のオープニングやエンディングでは、音楽に合わせてカットを切り替えたり、キャラクターの動作を演出する場合が通常であり、スポッティングが多用される。
テレビアニメーションのオープニングやエンディングは通常1分から2分の中に納まるが、劇場などで上映されるアニメーション映画では数分〜10数分、または更に長時間に渡り音楽と映像を同期させる事がある。このような場合にもスポッティングが行われるが、時間が長いもの程作画や編集作業の負担は大きく、作品数としては少ない。